# Максутов Олександр Рафікович
Олександр Рафікович Максу́тов (1969—2022) — головний сержант ОЗСП Азов, оборонець Маріуполя, кавалер ордена «За мужність» ІІІ ступеня.

## Життєпис
Народився 6 січня 1969 в місті Миколаїв.
Здобув середню освіту. В цивільному житті працював будівельником. Захоплювався історією України.
У 2015 році долучився до Національної гвардії України. Охороняв критично важливу інфраструктуру під час дислокації ЗСУ в Донецькій області. 
У 2020-му долучився до Окремого загону спеціального призначення «Азов». Брав участь в ООС. Під час повномасштабного вторгнення служив на посаді номера обслуги гармати гаубичного артилерійського дивізіону. 
Від 24 лютого боронив Маріуполь та завод «Азовсталь».

## Загибель
При виконанні бойового завдання в районі річки Кальміус біля заводу «Азовсталь» зазнав смертельних поранень від ракетного удару ворога.
Зі своєю групою із 8 бійців він сплавлявся річкою на катері, і в той двічі влучили росіяни, на борту здетонували боєприпаси.
Посмертно нагороджений орденом «За мужність» ІІІ ступеня.
Залишилися мама, дружина, донька і син.